# Tabrett Bethell
Tabrett Bethell (Sydney, Ausztrália,  1981. május 13. –) ausztrál modell és színésznő.

## Fiatalkora
Tabrett Bethell Sydneyben született. Középiskolai évei alatt szurkolólány volt a Cronulla Sharks ausztrál rögbicsapatnál. 16 éves korában modellkedésbe kezdett, amit azóta is folytat. Mellette alkalmanként egy-egy filmszerepet is elvállal. Elvégezte a Screenwise Drámaiskolát Surry Hills-ben.

## Filmes pályafutása
Első alkalommal a Life support című tv-sorozatban tűnt fel 2001-ben. Nyolc év, majd három kisebb szerep után felkérték Cara Mason szerepére A hős legendája című kalandfilm-sorozat első évadának utolsó részében. A készítőknek annyira tetszett az alakítás, hogy a második évadra is visszahívták. Összesen 23 epizódban játszott Craig Horner, Bruce Spence és Bridget Regan társaságában, akivel azóta is barátnők.
2010-ben megkapta a Borzalmak klinikája című misztikus horror főszerepét. A 2013-as Dhoom:3 című akciófilmben Victoria-ként láthatjuk viszont. 2014-től 2016-ig a Zűrös viszonyok című tv-sorozat 12 epizódjában játszotta Kate Davist.

## Filmográfia
| Év        | Magyar cím          | Eredeti cím              | Szerep               | Megjegyzések            |
| --------- | ------------------- | ------------------------ | -------------------- | ----------------------- |
| 2001      |                     | Life Support             | ismeretlen szerep    | tévésorozat (1 epizód)  |
| 2007      |                     | The Swallow              | koldus               | rövidfilm               |
| 2007      |                     | Strangers Lovers Killers | Chris                | nagyjátékfilm           |
| 2009–2010 | A hős legendája     | Legend of the Seeker     | Cara Mason           | tévésorozat (23 epizód) |
| 2010      | Borzalmak klinikája | The Clinic               | Beth                 | nagyjátékfilm           |
| 2010      |                     | Anyone You Want          | Amy                  | nagyjátékfilm           |
| 2010      |                     | Cops LAC                 | Eve Louizos          | tévésorozat (1 epizód)  |
| 2011      |                     | Poe                      | Sarah Elmira Royster | próbaepizód             |
| 2013      |                     | Dhoom 3                  | Victoria             | nagyjátékfilm           |
| 2014      |                     | Oren                     | Emile                | rövidfilm               |
| 2014–2016 | Zűrös viszonyok     | Mistresses               | Kate Davis           | tévésorozat (14 epizód) |